# Charles Austin Gardner
Charles Austin Gardner (Lancaster, 6 gennaio 1896 – Subiaco, 24 febbraio 1970) è stato un botanico australiano.

## Biografia
Gardner, nato in Inghilterra, emigrò con la sua famiglia in Australia Occidentale nel 1909.
Sin da giovane mostrò interesse per l'arte e la botanica. Nel 1920 fu nominato selezionatore botanico per conto del Dipartimento delle Foreste.
L'anno seguente, fu nominato botanico per la Kimberley Exploration Expedition, a seguito della quale pubblicò la sua prima opera nel campo della botanica, Botanical Notes, Kimberley Division of Western Australia, nella quale descriveva venti nuove specie.
Nel 1924 si trasferì al Dipartimento dell'Agricoltura e, a seguito di una riorganizzazione dei dipartimenti, nel 1928 fu nominato Botanico del Governo e Curatore dell'Herbarium dello Stato.
In questo periodo scrisse anche articoli di argomento botanico comparsi sui giornali locali dell'Australia Occidentale, tra i quali Our Rural Magazine.
Gardner descrisse otto generi e circa 200 nuove specie. 
Nel 1937 divenne il primo ufficiale botanico di collegamento australiano presso i Royal Botanic Gardens, Kew.
Andò in pensione nel 1962 e morì per il diabete a Subiaco, Western Australia, all'età di 74 anni.
La sua collezione personale di campioni botanici fu donata alla Benedictine Community di New Norcia, ma nel giugno 1970 fu trasferita all'Herbarium di Stato di Perth.

## Opere principali
Gardner viaggiò molto e pubblicò circa 320 articoli e libri, i più importanti dei quali erano Contributions to the Flora of Western Australia, apparso sul Journal of the Royal Society of Western Australia (1923), Enumeratio Plantarum Australiae Occidentalis (1930) e Flora of Western Australia Volume 1, Part 1, Gramineae (1952).
Con H.W. Bennetts, pubblicò The Toxic Plants of Western Australia, West Australian Newspapers, Perth, 1956.

## Onorificenze
A Gardner furono assegnate la Medaglia della Royal Society of Western Australia, nel 1949, e la Clarke Medal della Royal Society of New South Wales nel 1961.